# Campionato sudamericano di club di hockey su pista
Il Campionato sudamericano di club è la massima competizione sudamericana di hockey su pista riservata alle squadre di club ed è stata istituita nel 1982. La vittoria del trofeo dà diritto di fregiarsi del titolo di squadra campione del Sudamerica e di disputare la Coppa Intercontinentale contro i detentori della WSE Champions League.

## Albo d'oro e statistiche

### Albo d'oro
| Stagione   | Date                      | Nazionalità della squadra vincitrice | Vincitore (numero vittorie) | Finalista perdente     | Risultato              | Sede                   |
| ---------- | ------------------------- | ------------------------------------ | --------------------------- | ---------------------- | ---------------------- | ---------------------- |
| 1982 (1ª)  | ?                         | Brasile                              | Sertãozinho                 | San Martín             | Girone all'italiana    | San Juan               |
| 1983 (2ª)  | 26 giugno - 2 luglio      | Argentina                            | Concepción                  | Liceo Manuel de Salas  | 8-3                    | Sertãozinho            |
| 1984 (3ª)  | 15 - 17 marzo             | Argentina                            | UV Trinidad                 | Concepción             | Girone all'italiana    | San Juan               |
| 1985 (4ª)  | 15 - 20 ottobre           | Brasile                              | Sertãozinho (2)             | UV Trinidad            | Girone all'italiana    | Sertãozinho            |
| 1986 (5ª)  | 22 - 26 ottobre           | Argentina                            | Concepción (2)              | UV Trinidad            | 6-5                    | San Juan               |
| 1987 (6ª)  | 5 - 8 dicembre            | Argentina                            | Concepción (3)              | Deportivo Thomas Bata  | 3-2                    | Santiago del Cile      |
| 1988 (7ª)  | 15 - 19 giugno            | Argentina                            | Estudiantil                 | Sertãozinho            | Girone all'italiana    | Sertãozinho            |
| 1989 (8ª)  | 5 - 9 luglio              | Argentina                            | UV Trinidad (2)             | Estudiantil            | 3-3 (dts) (2-1 dtr)    | Buenos Aires           |
| 1990 (9ª)  | 2 - 5 agosto              | Argentina                            | UV Trinidad (3)             | Sertãozinho            | 3-1                    | Santiago del Cile      |
| 1991 (10ª) | 11 - 15 settembre         | Brasile                              | Sertãozinho (3)             | Social San Juan        | Girone all'italiana    | Recife                 |
| 1992       | Edizione non disputata    | Edizione non disputata               | Edizione non disputata      | Edizione non disputata | Edizione non disputata | Edizione non disputata |
| 1993 (11ª) | 16 - 19 dicembre          | Argentina                            | Estudiantil (2)             | Olimpia                | 4-1                    | Buenos Aires           |
| 1994 (12ª) | 26 - 31 luglio            | Argentina                            | Estudiantil (3)             | UV Trinidad            | 6-3                    | Sertãozinho            |
| 1995       | Edizione non disputata    | Edizione non disputata               | Edizione non disputata      | Edizione non disputata | Edizione non disputata | Edizione non disputata |
| 1996 (13ª) | 25 - 29 marzo             | Argentina                            | Estudiantil (4)             | UV Trinidad            | ?-?                    | Buenos Aires           |
| 1997 (14ª) | 27 maggio - 1º giugno     | Argentina                            | UV Trinidad (4)             | Casa Italia            | 3-2                    | Talcahuano             |
| 1998 (15ª) | 30 marzo - 5 aprile       | Argentina                            | UV Trinidad (5)             | Olimpia                | 3-2                    | Sertãozinho            |
| 1999 (16ª) | 13 - 18 dicembre          | Argentina                            | Concepción (4)              | Sertãozinho            | Girone all'italiana    | Sertãozinho            |
| 2000 (17ª) | 30 ottobre - 4 novembre   | Argentina                            | Estudiantil (5)             | Portuguesa             | 5-2                    | Santiago del Cile      |
| 2001 (18ª) | 4 - 8 dicembre            | Argentina                            | Estudiantil (6)             | Palmira                | 2-1                    | Mendoza                |
| 2002-2003  | Edizioni non disputate    | Edizioni non disputate               | Edizioni non disputate      | Edizioni non disputate | Edizioni non disputate | Edizioni non disputate |
| 2004 (19ª) | 5 - 12 settembre          | Argentina                            | UV Trinidad (6)             | Concepción             | 6-3                    | Teresópolis            |
| 2005 (20ª) | 10 - 16 ottobre           | Argentina                            | Olimpia                     | Estudiantil            | 3-3 (dts) (1-0 dtr)    | Mendoza                |
| 2006 (21ª) | 27 novembre - 2 dicembre  | Argentina                            | Concepción (5)              | Olimpia                | 3-1                    | Recife                 |
| 2007 (22ª) | 20 - 25 aprile 2008       | Argentina                            | Concepción (6)              | Centro Valenciano      | 3-3 (dts) (1-0 dtr)    | Malargüe               |
| 2008 (23ª) | 7 - 13 giugno 2009        | Argentina                            | Club Petrolero              | Concepción             | 3-1                    | Recife                 |
| 2009 (24ª) | 22 - 28 novembre          | Argentina                            | Estudiantil (7)             | Concepción             | 1-0                    | San Juan               |
| 2010 (25ª) | 19 - 23 ottobre           | Argentina                            | Olimpia (2)                 | Universidad Católica   | 6-0                    | Santiago del Cile      |
| 2011 (26ª) | 21 - 25 novembre          | Argentina                            | Huracán                     | Olimpia                | 1-1 (dts) (1-0 dtr)    | Sertãozinho            |
| 2012 (27ª) | 10 - 15 dicembre          | Brasile                              | Recife                      | San Lorenzo            | 4-4 (dts) (1-0 dtr)    | Buenos Aires           |
| 2013-2014  | Edizioni non disputate    | Edizioni non disputate               | Edizioni non disputate      | Edizioni non disputate | Edizioni non disputate | Edizioni non disputate |
| 2015 (28ª) | 30 novembre - 5 dicembre  | Argentina                            | Huracán (2)                 | Unión Villa Krause     | 2-2 (dts) (2-0 dtr)    | Buenos Aires           |
| 2016 (29ª) | 12 - 17 dicembre          | Argentina                            | Andes Telleres              | Estudiantil Porteño    | 1-0                    | Mendoza                |
| 2017       | Edizione non disputata    | Edizione non disputata               | Edizione non disputata      | Edizione non disputata | Edizione non disputata | Edizione non disputata |
| 2018 (30ª) | 13 - 18 agosto            | Argentina                            | L. Murialdo Guaymallén      | Concepción             | 3-1                    | Santos                 |
| 2019 (31ª) | 13 - 18 ottobre           | Argentina                            | L. Murialdo Guaymallén (2)  | Centro Valenciano      | 6-5                    | San Juan               |
| 2020       | Edizione non disputata    | Edizione non disputata               | Edizione non disputata      | Edizione non disputata | Edizione non disputata | Edizione non disputata |
| 2021 (32ª) | 28 maggio - 5 giugno 2022 | Argentina                            | UV Trinidad (7)             | Rivadavia              | 5-3                    | San Juan               |

### Edizioni vinte e secondi posti per squadra
| Squadra                | Vittorie | Secondi posti | Anni vittorie                            | Anni secondi posti                 |
| ---------------------- | -------- | ------------- | ---------------------------------------- | ---------------------------------- |
| UV Trinidad            | 7        | 3             | 1984, 1989, 1990, 1997, 1998, 2004, 2021 | 1985, 1986, 1994                   |
| Estudiantil            | 7        | 2             | 1988, 1993, 1994, 1996, 2000, 2001, 2009 | 1989, 2005                         |
| Concepción             | 6        | 6             | 1983, 1986, 1987, 1999, 2006, 2007       | 1984, 1996, 2004, 2008, 2009, 2018 |
| Sertãozinho            | 3        | 3             | 1982, 1985, 1991                         | 1988, 1990, 1999                   |
| Olimpia                | 2        | 4             | 2005, 2010                               | 1993, 1998, 2006, 2011             |
| Huracán                | 2        | 0             | 2011, 2015                               |                                    |
| L. Murialdo Guaymallén | 2        | 0             | 2018, 2019                               |                                    |
| Club Petrolero         | 1        | 0             | 2008                                     |                                    |
| Recife                 | 1        | 0             | 2012                                     |                                    |
| Andes Telleres         | 1        | 0             | 2016                                     |                                    |
| Centro Valenciano      | 0        | 2             |                                          | 2007, 2019                         |
| San Martín             | 0        | 1             |                                          | 1982                               |
| Liceo Manuel de Salas  | 0        | 1             |                                          | 1983                               |
| Deportivo Thomas Bata  | 0        | 1             |                                          | 1987                               |
| Social San Juan        | 0        | 1             |                                          | 1991                               |
| Casa Italia            | 0        | 1             |                                          | 1997                               |
| Portuguesa             | 0        | 1             |                                          | 2000                               |
| Palmira                | 0        | 1             |                                          | 2001                               |
| Universidad Católica   | 0        | 1             |                                          | 2010                               |
| San Lorenzo            | 0        | 1             |                                          | 2012                               |
| Unión Villa Krause     | 0        | 1             |                                          | 2015                               |
| Estudiantil Porteño    | 0        | 1             |                                          | 2016                               |
| Rivadavia              | 0        | 1             |                                          | 2021                               |

### Edizioni vinte e secondi posti per nazione
| Nazione   | Vittorie | Secondi posti | Squadre vincitrici | Secondi posti |
| --------- | -------- | ------------- | --- | --- |
| Argentina | 28       | 25            | Estudiantil (7) UV Trinidad (7) Concepción (6) Huracán (2) L. Murialdo Guaymallén (2) Olimpia (2) Andes Telleres (1) Club Petrolero (1) | Concepción (6) Olimpia (4) UV Trinidad (3) Centro Valenciano (2) Estudiantil (2) Casa Italia (1) Estudiantil Porteño (1) Palmira (1) Rivadavia (1) San Martín (1) Social San Juan (1) San Lorenzo (1) Unión Villa Krause (1) |
| Brasile   | 4        | 4             | Sertãozinho (3) Recife (1) | Sertãozinho (3) Portuguesa (1) |
| Cile      | 0        | 3             | | Deportivo Thomas Bata (1) Liceo Manuel de Salas (1) Universidad Católica (1) |

### Titolo più recente
- UV Trinidad: 2021
- L. Murialdo Guaymallén: 2019
- Andes Telleres: 2016
- Huracán: 2015
- Recife: 2012
- Olimpia: 2010
- Estudiantil: 2009
- Club Petrolero: 2008
- Concepción: 2007
- Sertãozinho: 1991

### Titoli consecutivi
3 titoli consecutivi
- Estudiantil: (1993, 1994, 1996) [4]

2 titoli consecutivi
- Concepción (1986, 1987)
- UV Trinidad (1989, 1990)
- UV Trinidad (1997, 1998)
- Estudiantil (2000, 2001)
- Concepción (2006, 2007)
- L. Murialdo Guaymallén (2018, 2019)

### Sedi per nazione
| Nazione   | Numero finali | Città e anni |
| --------- | ------------- | --- |
| Argentina | 15            | San Juan: 1982, 1984, 1986, 2009, 2019, 2021 Buenos Aires: 1989, 1993, 1996, 2012, 2015 Mendoza: 2001, 2005, 2016 Malargüe: 2007 |
| Brasile   | 12            | Sertãozinho: 1983, 1985, 1988, 1994, 1998, 1999, 2011 Recife: 1991, 2006, 2008 Santos: 2018 Teresópolis: 2004                    |
| Cile      | 5             | Santiago del Cile: 1987, 1990, 2000, 2010 Talcahuano: 1997                                                                       |